# 簡易保険福祉事業団
簡易保険福祉事業団（かんいほけんふくしじぎょうだん）は、簡易保険福祉事業団法（昭和37年3月31日法律第64号）に基づいて設立された事業団である。

## 概要
- 所管官庁：総務省（旧郵政省）
- 沿革　
  - 1962年（昭和37年）4月　設立
  - 2003年（平成15年）3月　日本郵政公社の設立に伴い廃止、統合
- 主な事業
  - 簡易生命保険加入者福祉施設（保養センター・加入者ホーム・診療所・会館など）の設置および運営
  - 瀬戸内海の離島で展開していた、巡回診療船かんいほけん丸の運営
  - 簡易保険・郵便貯金の資金運用
  - 郵便局の土地の運用　など
- 本部所在地：東京都新宿区西新宿1-25-1